# Copy Cats
Copy Cats – album Johnny’ego Thundersa & Patti Palladin, wydany w 1988 roku przez wytwórnię Jungle Records.

## Lista utworów
1. "Can't Seem To Make You Mine" (Sky Saxon) – 4:08
2. "Baby It's You" (Mack David/Barney Williams/Burt Bacharach) – 3:05
3. "She Wants To Mambo" (Maxwell Davis/Gene Ford) – 3:06
4. "Treat Her Right" (Roy Head) – 2:12
5. "Uptown To Harlem" (Betty Mabry) – 2:50
6. "Crawfish" (Ben Wise/Fred Wise) – 3:25
7. "Alligator Wine" (Leiber & Stoller) – 3:39
8. "Two Time Loser" (Alden Bunn/Anna Sandford) – 3:00
9. "Love Is Strange" (Ethel Cookie Smith/Mac Houston Baker) – 3:21
10. "I Was Born To Cry" (Dion DiMucci) – 2:21
11. "He Cried" (Greg Richards/Ted Daryll) – 3:52
12. "Let Me Entertain You (Parts 1 And 2)" (Jule Styne/Stephen Sondheim) – 4:12

## Skład
- Johnny Thunders – wokal, gitara
- Patti Palladin – wokal
- Chrissie Hynde – dalszy wokal
- Jayne County – dalszy wokal
- Paul Long – dalszy wokal
- Simon Humphries – dalszy wokal
- Lorin – dalszy wokal
- Billy Rath – gitara basowa
- Chris Taylor – gitara basowa, perkusja
- Maribel La Manchega – kastaniety
- Jerry Nolan – perkusja
- Steve Washington – perkusja
- Henri Padovani – gitara
- Jimi Haynes – gitara
- John Perry – gitara
- Robert Gordon – gitara
- Anthony Thistlethwaite – harmonijka ustna
- Judd Lander – harmonijka ustna
- Bob Andrews – pianino, organy
- John Earle – saksofon
- Nick Evans – tamburyn
- Pedro Ortiz – tamburyn, instr. perkusyjne, dalszy wokal
- Jim Dvorak – trąbka
- Alex Balanescu – skrzypce